# 内閣安全保障室
内閣安全保障・危機管理室（ないかくあんぜんほしょう・ききかんりしつ）は、内閣官房組織令（政令）の規定に基づき、日本の内閣官房に設置されていた内部組織の一つである。

## 概要
国防会議事務局を前身とし、国防会議が安全保障会議に改組されたことに伴い、国防会議事務局も内閣安全保障室に改組された。
内閣官房に設置されていた他の「室」（内閣内政審議室・内閣外政審議室・内閣広報室・内閣情報調査室など）と同様、内閣安全保障室についても総理府の大臣官房（内閣総理大臣官房）に同名の「安全保障室」（内閣総理大臣官房安全保障室）が置かれ、室長（警察・防衛官僚出身者が務めた）や多くの職員が両室を兼任・併任していた点も、他の「室」と同様である。
両室とも1998年（平成10年）4月9日に名称を「安全保障室」から「安全保障・危機管理室」に改めたが、その3年後の中央省庁再編に伴って2001年（平成13年）1月5日限りで廃止された。
その事務は、新設された内閣官房副長官補（安全保障・危機管理担当）、その部下に当たる危機管理審議官、その他の職員に引き継がれたものの、組織の正式な名称・呼称がなくなったことで不便なため、メディア報道等では、便宜上、組織の呼称として従前のまま「安全保障・危機管理室」とされ、担当職員の名刺にも「旧安危」と表記されること等もあった。
2014年（平成26年）1月7日、安全保障会議が国家安全保障会議に改組されたことに伴い、その事務局としての機能を担う国家安全保障局が設置された。
但し、従来の内閣安全保障・危機管理室の担っていた機能の内、事態対処・危機管理の機能については、国家安全保障局に引き継がれなかったため、従来の内閣官房副長官補（安全保障・危機管理担当）が内閣官房副長官補（事態対処・危機管理担当）と改称の上で継続して担当しており、その率いる組織も内閣官房副長官補（事態対処・危機管理担当）付と称され、そこに危機管理審議官も継続して配置されている。
なお、この内閣官房副長官補（事態対処・危機管理担当）が同時に国家安全保障局の局次長を兼任することとなったことから、従来の内閣官房副長官補（安全保障・危機管理担当）が担当していた機能は、「内閣官房副長官補（事態対処・危機管理担当） 兼 国家安全保障局次長」として事実上そのまま同一の役職に継承されている。

## 沿革
- 1986年（昭和61年）7月1日 - 内閣官房組織令と総理府本府組織令の一部改正により、内閣官房の内部組織として「内閣安全保障室」が、内閣総理大臣官房の内部組織として「内閣総理大臣官房安全保障室」がそれぞれ設置される。
- 1998年（平成10年）4月1日 - 内閣法の一部改正により、内閣官房に内閣危機管理監が新設される。
- 1998年（平成10年）4月9日 - 内閣危機管理監の設置に合わせて内閣官房組織令と総理府本府組織令が一部改正され、両室はそれぞれ「内閣安全保障・危機管理室」、「安全保障・危機管理室」と改称される。併せて前者に危機管理総括審議官（定数1人）が新設される。
- 2001年（平成13年）1月6日 - 中央省庁再編により両室は前日限りで廃止され、新設された内閣官房副長官補3人のうちの1人が、長官・副長官の指揮の下で安全保障・危機管理担当として事務を執る（国防以外の危機管理に関する部分については内閣危機管理監の指揮も受ける）。またこれを補佐する職として従前の危機管理総括審議官を廃して危機管理審議官（定数1人）が設置される。
- 2014年（平成26年）1月7日 - 国家安全保障会議および国家安全保障局の新設に伴い、（安全保障・危機管理担当の内閣官房副長官補が）事態対処・危機管理担当の内閣官房副長官補となり、引き続き、それを補佐する危機管理審議官が配置される。

## 歴代室長等

### 歴代国防会議事務局長
| 代数                             | 氏名     | 在任期間                | 前職                          | 後職                                                |
| -------------------------------- | -------- | ----------------------- | ----------------------------- | --------------------------------------------------- |
| 国防会議事務局長【総理府事務官】 |          |                         |                               |                                                     |
| -                                | 広岡謙二 | 1956.7.3 - 1957.7.31    | 警視総監（1947.6.9退職）      | （内閣）国防会議事務局長                            |
| 国防会議事務局長                 |          |                         |                               |                                                     |
| 1                                | 広岡謙二 | 1957.8.1 - 1960.12.27   | （総理府）国防会議事務局長    | 退職 →1963.7.12海外移住事業団理事長（となるべき者） |
| 2                                | 北村隆   | 1960.12.27 - 1967.7.28  | 防衛研修所長（1957.8.2退職）  | 退職                                                |
| 3                                | 海原治   | 1967.7.28 - 1972.12.22  | 防衛庁長官官房長              | 退職                                                |
| 4                                | 内海倫   | 1972.12.22 - 1976.12.10 | 防衛事務次官（1972.5.23退職） | 退職 →1984.2.27人事官・人事院総裁                   |
| 5                                | 久保卓也 | 1976.12.10 - 1978.11.1  | 防衛事務次官（1976.7.16退職） | 退職                                                |
| 6                                | 伊藤圭一 | 1978.11.1 - 1984.7.1    | 防衛庁防衛局長                | 退職                                                |
| 7                                | 塩田章   | 1984.7.1 - 1986.6.30    | 防衛施設庁長官                | 退職 →1988.3.31地方職員共済組合理事（非常勤）       |

### 歴代室長・内閣官房副長官補（安全保障・危機管理担当）
内閣官房の内閣安全保障・危機管理室の廃止後も同様の職責を負った内閣官房副長官補（安全保障・危機管理担当）の一覧も、国家安全保障局発足時まで便宜的に記す。
| 代数 | 氏名       | 在任期間                | 前職                                                                         | 後職                                                                      |
| --- | ---------- | ----------------------- | ---------------------------------------------------------------------------- | ------------------------------------------------------------------------- |
| 内閣官房内閣安全保障室長【内閣審議官】 内閣総理大臣官房安全保障室長【総理府事務官】併任                     |            |                         |                                                                              |                                                                           |
| 1 | 佐々淳行   | 1986.7.1 - 1989.6.30    | 防衛施設庁長官（1986.6.10退職）                                              | 退職                                                                      |
| 2 | 依田智治   | 1989.6.30 - 1990.7.2    | 防衛庁長官官房長 防衛庁参事官                                                | 防衛事務次官                                                              |
| 3 | 米山市郎   | 1990.7.2 - 1991.10.18   | 防衛庁教育訓練局長 防衛庁参事官                                              | 防衛研究所長                                                              |
| 4 | 兒玉良雄   | 1991.10.18 - 1993.6.25  | 防衛施設庁長官                                                               | 退職                                                                      |
| 5 | 坪井龍文   | 1993.6.25 - 1995.6.30   | 防衛研究所長                                                                 | 退職                                                                      |
| 6 | 三井康有   | 1995.6.30 - 1997.7.1    | 防衛庁長官官房長 防衛庁参事官                                                | 退職                                                                      |
| 7 | 江間清二   | 1997.7.1 - 1998.4.8     | 防衛庁長官官房長 防衛庁参事官                                                | 内閣官房内閣安全保障・危機管理室長 内閣総理大臣官房安全保障・危機管理室長 |
| 内閣官房内閣安全保障・危機管理室長【内閣審議官】 内閣総理大臣官房安全保障・危機管理室長【総理府事務官】併任 |            |                         |                                                                              |                                                                           |
| 1 | 江間清二   | 1998.4.9 - 1998.11.20   | 内閣官房内閣安全保障室長 内閣総理大臣官房安全保障室長                        | 防衛事務次官                                                              |
| 2 | 伊藤康成   | 1998.11.20 - 2001.1.4   | 防衛庁長官官房長代理 防衛庁参事官                                            | 防衛庁長官官房付 →2001.1.6防衛施設庁長官                                  |
| 内閣官房副長官補（安全保障・危機管理担当）                                                                  |            |                         |                                                                              |                                                                           |
| 1 | 大森敬治   | 2001.1.6 - 2001.4.26    | 防衛施設庁長官                                                               | 退職 →2005.1.28特命全権大使（在オマーン）                                 |
| 2 | 大森敬治   | 2001.4.26 - 2003.11.19  | 防衛施設庁長官                                                               | 退職 →2005.1.28特命全権大使（在オマーン）                                 |
| 3 | 大森敬治   | 2003.11.19 - 2004.4.1   | 防衛施設庁長官                                                               | 退職 →2005.1.28特命全権大使（在オマーン）                                 |
| 4 | 柳澤協二   | 2004.4.1 - 2005.9.21    | 防衛研究所長                                                                 | 退職                                                                      |
| 5 | 柳澤協二   | 2005.9.21 - 2006.9.26   | 防衛研究所長                                                                 | 退職                                                                      |
| 6 | 柳澤協二   | 2006.9.26 - 2007.9.26   | 防衛研究所長                                                                 | 退職                                                                      |
| 7 | 柳澤協二   | 2007.9.26 - 2008.9.24   | 防衛研究所長                                                                 | 退職                                                                      |
| 8 | 柳澤協二   | 2008.9.25 - 2009.08.11  | 防衛研究所長                                                                 | 退職                                                                      |
| 9 | 西川徹矢   | 2009.8.11 - 2009.9.16   | 防衛省大臣官房長（2007.9.1退職） →2009.5.1弁護士登録（第一東京弁護士会所属） | 退職 →2011.12.1弁護士登録（第一東京弁護士会所属）                         |
| 10 | 西川徹矢   | 2009.9.16 - 2010.6.8    | 防衛省大臣官房長（2007.9.1退職） →2009.5.1弁護士登録（第一東京弁護士会所属） | 退職 →2011.12.1弁護士登録（第一東京弁護士会所属）                         |
| 11 | 西川徹矢   | 2010.6.8 - 2011.8.3     | 防衛省大臣官房長（2007.9.1退職） →2009.5.1弁護士登録（第一東京弁護士会所属） | 退職 →2011.12.1弁護士登録（第一東京弁護士会所属）                         |
| 12 | 櫻井修一   | 2011.8.3 - 2011.9.2     | 防衛省運用企画局長（2011.8.2退職）                                           | 退職                                                                      |
| 13 | 櫻井修一   | 2011.9.2 - 2012.12.26   | 防衛省運用企画局長（2011.8.2退職）                                           | 退職                                                                      |
| 14 | 櫻井修一   | 2012.12.26 - 2013.7.2   | 防衛省運用企画局長（2011.8.2退職）                                           | 退職                                                                      |
| 15 | 髙見澤將林 | 2013.7.2 - （2014.1.6） | 防衛研究所長（2013.7.1退職）                                                 | 内閣官房副長官補兼国家安全保障局次長                                      |
| 2014年1月7日の国家安全保障局発足により記載はここまでとする。                                                |            |                         |                                                                              |                                                                           |